# مسلم بن عقيل

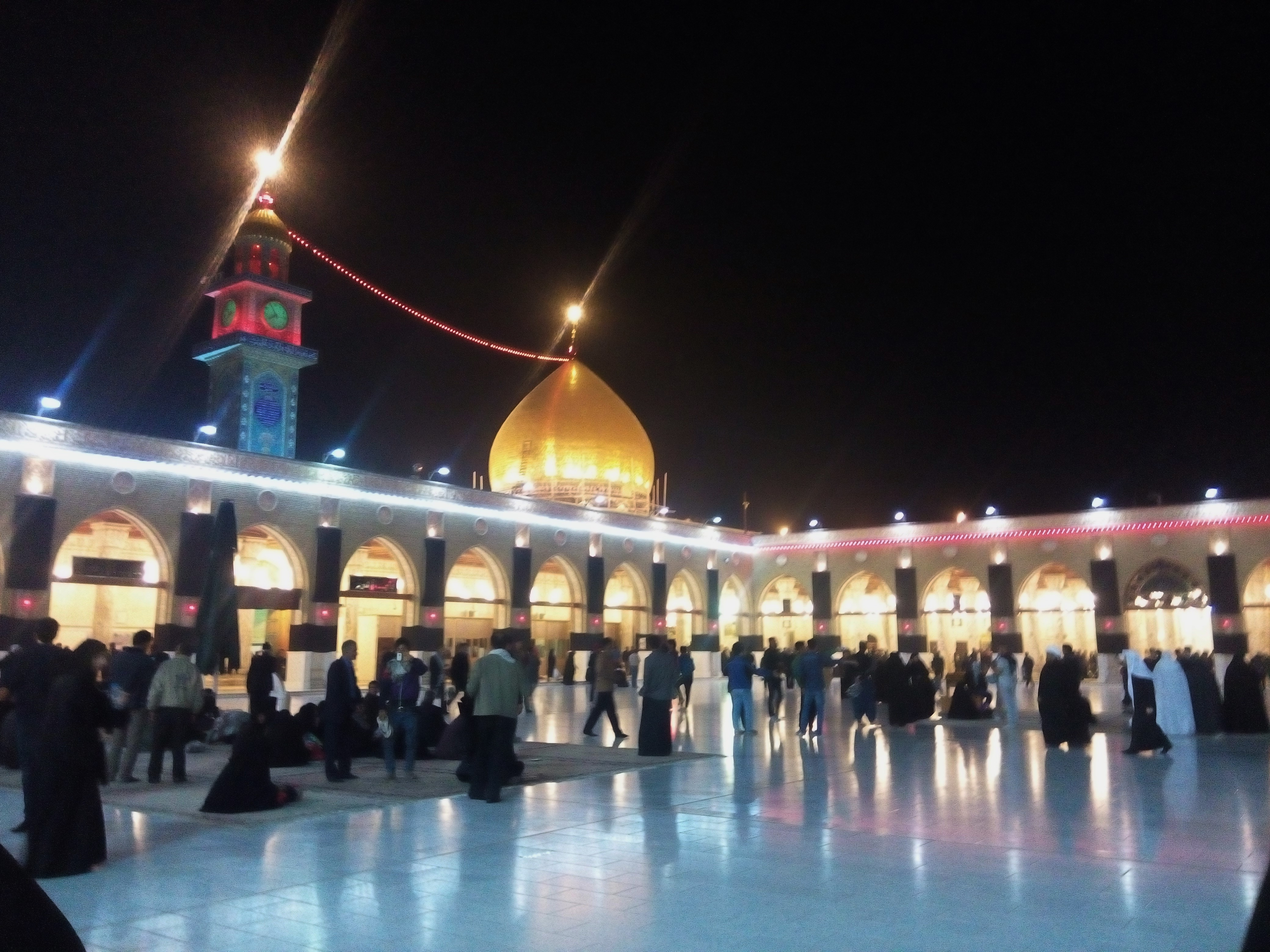
مرقد مسلم في الكوفة

أَبُو عَبْدِ ٱللّٰهِ، مُسْلِمُ بْنُ عَقِيلِ بْنِ أَبِي طَالِبٍ ٱلْهَاشِمِيُّ، ٱلْقُرَشِيُّ: ابْنُ عم الحسينِ بْنِ علي، أرسله إلى أهل الكوفة ليأخذ منهم البيعة، فكان أول مَن استشهد من أصحابه هناك.

## نسبه
- هو: مسلم بن عَقِيل بن أبي طالب بن عبد المطلب بن هاشم بن عبد مَنَاف بن قصي بن كلاب بن مرة بن كعب بن لؤي بن غالب بن فهر بن مالك بن النضر وهو قريش بن كنانة بن خزيمة بن مدركة بن إلياس بن مضر بن نزار بن معد بن عدنان.
- زوجته: رقية بنت علي بن أبي طالب بن عبد المطلب بن هاشم بن عبد مناف بن قصي بن كلاب بن مرة بن كعب بن لؤي بن غالب بن فهر بن مالك بن النضر وهو قريش بن كنانة بن خزيمة بن مدركة بن إلياس بن مضر بن نزار بن معد بن عدنان.
- اسمه: اختلف الرواة في نطق اسمه، فقال بعضهم: هو مُسْلِمْ (بضم الميم الأولى وكسر اللام)، وقال آخرون: بل هو مَسْلَمْ (بفتح الميم الأولى واللام)، وذهب طرف ثالث - وهو الأقل حضورا واعتدادا - إلى أنه مُسَلَّمْ (بضم الميم الأولى وفتح السين واللام المشددة).

ولد مسلم بن عقيل بن أبي طالب في المدينة المنورة سنة (22 هـ) على أرجح الأقوال.

## الحروب التي شهِدها
كان مسلم بن عقيل محاربا فذًا اتصف بالقوة البدنية فتصفه بعض المصادر "وكان مثل الأسد، وكان من قوته أنه يأخذ الرجل بيده فيرمي به فوق البيت". ذاك فضلا عن كونه يشبه الرسول محمد فعن أبي هريرة أنه قال: "ما رأيت من ولد عبد المطلب أشبه بالنبي (ص) من مسلم بن عقيل.
وكان مسلم بن عقيل مناصرا لعمه الخليفة علي بن أبي طالب. فشارك في معركة موقعة صفين عام 37 هـ وجعله الخليفة علي على ميمنة الجيش مع الحسن والحسين وعبد الله بن جعفر الطيار.

## مسلم بن عقيل سفيراً للحسين بالكوفة

### مقدمة
بعد وفاة معاوية بن أبي سفيان وتنصيب يزيد بن معاوية خليفةً من بعده. كان للحسين موقفٌ رافضٌ معارضٌ لهذا التنصيب. وبعد رفض الحسين طلب حاكم المدينة المنورة من الحسين مبايعة يزيد، فرفض بقوله الشهير «مثلي لا يبايع مثله»، ورأى أن الوضع داخل المدينة أصبح خطرا عليه وعلى أهله. الأمر الذي استدعى مغادرته للمدينة على وجه السرعة. فانتقل منها إلى مكة.
كانت أخبار هذه التطورات تصل إلى الكوفة التي تحوي على عددٍ لا بأس به من أنصار الإمام علي، المتحمسين إلى مبايعة الحسين. فاجتمعوا في بيت سليمان بن صرد وكتبوا إلى الحسين ما نصه:

### تكليف الحسين لمسلم بالسفر
وصلت الرسالة ومعها رسائل أخرى أرسلت من أهل الكوفة أيضًا ومن البصرة تدعو الحسين. وفور وصول الرسائل له كلف مسلم بن عقيل بالذهاب إلى الكوفة والإطلاع على حال أهلها واستعداد المدينة لاستقبال الحسين.
تحرك مسلم بن عقيل من مكة حاملاً معه رسالة الحسين إلى أهل الكوفة. وأخذ معه دليلين من أهل الكوفة، لكنهما تاها بالطريق ولقيا حتفهما من العطش، إلا أن مسلم وصل سالمًا إلى الكوفة.

### في الكوفة
استقبل الكوفيون مسلم بن عقيل بكثير من الحفاوة، وتلا ابن عقيل عليهم كتاب الحسين فخنقتهم العبرات وتعالت نداء المناصرة للحسين. فتروي المصادر أن عدد المبايعيين في ذلك اليوم كان 18 ألف. فأرسل مسلم برسالة للحسين يطلب منه القدوم إلى الكوفة.
كانت هذه الأحداث تصل إلى مسامع والي الكوفة الأموي النعمان بن بشير فلم يكن يقوم بشيء غير نصح الناس على المنبر بترك مبايعة الحسين. وكان الأمويين من أهل الكوفة يرون أن النعمان إما ضعيف أو أنه يتظاهر بالضعف بفعل عدم اتخاذه اجراءات عسكرية ضد الملتفين حول ابن عقيل.
حتى وصل الأمر أن اتهموه وهو على المنبر بالضعف فأجابهم: «أن أكون من المستضعفين في طاعة الله أحب إلي من أن أكون من الأعزين في معصية الله» فقام بعض أهل الكوفة بإرسال رسالة إلى يزيد يخبرونه بمجريات الأمور وبما رأوه تقاعسًا لأميرهم من والي الكوفة.
مع وصول هذه الكتب إلى يزيد، أشار سرجون (وهو أحد مستشاري يزيد وكان مساعدًا لمعاوية) إلى يزيد بعزل النعمان عن ولاية الكوفة وتأمير عبيد الله بن زياد عليها؛ لوسع حيلته وتدبيره وكان أميرًا على البصرة. فسارع يزيد بالأخذ بنصيحة سرجون وعين عبيد الله أميرا للكوفة وأمره بالتحرك إليها بسرعة قبل أن تخرج الأمور عن السيطرة.
لم يضيع عبيد الله بن زياد كثيرا من الوقت، فترك على حكم البصرة أخاه عثمان بن زياد، ودخل إلى الكوفة متلثما يلبس عمامة سوداء مقلدا ملابس الحسين ولا يكلم أحدا ويصحبه بضع من أصحابه، وكان أهل الكوفة ينتظرون الحسين فلما رأوا عبيد الله ظنوه الحسين واستقبلوه بالورود. فتحرك الموكب حتى وصل القصر عندها كشف عن هويته الحقيقة لحراس القصر فدخل دار الإمارة وعزل النعمان. وما أن علم أهل الكوفة به حتى أصابتهم كآبة وحزن شديد.

### إجراءات ابن زياد في الكوفة
قام ابن زياد بالخطبة بالناس محذرا إياهم من ما سماه «الفتنة» وحذر المناصرين للحسين بالقتل والسجن والملاحقة الشديدة. ثم بعد ذلك بدأ بعملية بث الجواسيس داخل المدينة للوصول إلى مسلم بن عقيل المختبئ هناك. فأرسل شخصا يدعى «معقل» ومعه ثلاثة آلاف درهم يحملها إلى مسلم بن عقيل ويتظاهر

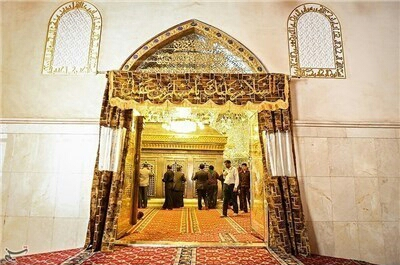

بأنه أجنبي جاء من خارج الكوفة. فاستطاع أن يصل إلى مسلم بن عقيل الذي كان موجودا في بيت هانئ بن عروة وهو أحد أنصار الحسين. فأعطاه المال وغادر المكان متجها إلى ابن زياد ليبلغه بمحل اختباء مسلم بن عقيل.
شك ابن عقيل بالرجل فغادر بيت هانئ، وما هي إلا فترة قليلة وأصبحت الدار محاصرة بالشرطة الذين لم يجدوا في الدار إلا هانئ فاعتقلوه. استجوب عبيد الله هانئ بن عروة لمعرفة مكان مسلم بن عقيل إلا أن هانئ لم يفصح عن مكانه قائلا: «والله لو كان تحت قدمي ما رفعتها عنه.» فأمر مسلم بن عقيل رجاله بالنهوض فنهض معه أربعة آلاف توجهوا جميعهم إلى القصر وحاصروه.
فامر عبيد الله أنصاره بإثارة الشائعات في الكوفة وإخبار الناس حول جيش أموي جرار قادم من الشام سيفتك بكل من يقف ضد الدولة، كما قام برشوة زعماء بعض القبائل ليقوموا بتخذيل أقاربهم عن نصرة مسلم وبالفعل حدثت بلبلة كبيرة في الكوفة، وبدأ الناس بالتفرق من حول مسلم؛ حتى إذا حان الليل أغدى وحيدا ليس معه أحد. وصار يتجول في أزقة الكوفة لا يدري أين يذهب.

## إلقاء القبض عليه ومقتله

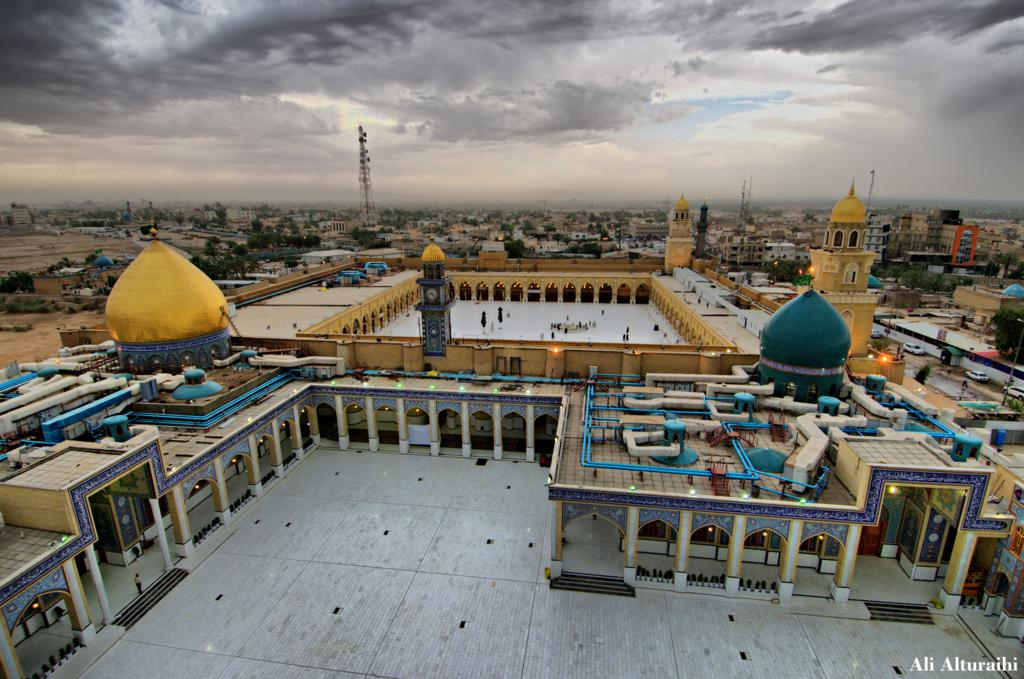
مرقد مسلم بن عقيل (إلى اليسار من الصورة) في الكوفة.

ظلّ مسلم يمشي وحيدا ليس معه من يدله على بيت يختبئ فيه وقد بلغ به الحزن مبلغه فوصل إلى دار امرأة تدعى «طوعة» فطلب منها الماء وبعد حديث دار بينهم عرفت أنه مسلم بن عقيل فضربت رأسها من الصدمة وأقسمت على حمايته فاستقبلته في دارها. وكان للمرأة ابن من أنصار الأمويين فرأى مسلم في البيت وعرف أوصافه فأسرع لإبلاغ الشرطة بذلك.
فبعث عبيد الله بن زياد الصحابي
عمرو بن حريث المخزومي - وكان صاحب شرطته - ومعه عبد الرحمن ومحمد بن الأشعث في سبعين أو ثمانين فارسا، فلم يشعر مسلم إلا وقد أحيط بالدار التي هو فيها، فخرج ابن عقيل يقاتل الجنود حتى لم يقدروا عليه على كثرة عددهم، فعرض عليه محمد بن الأشعث الأمان مقابل أن يرمي سلاحه فقبل ابن عقيل ذلك. فأدمعت عيناه عند اعتقاله فهون ابن الأشعث عليه فقال له: «إني والله ما لنفسي أبكي، ولا لها من القتل أرثي، وإن كنت لم أحب لها طرفة عين تلفًا، ولكن أبكي لأهلي المقبلين إلي، أبكي لحسين وآل حسين».
واقتادوا ابن عقيل إلى قصر الإمارة حيث عبيد الله بن زياد الذي لم يكثرت للأمان الذي وُعِدَ به ابن عقيل فأمر بقتله ورموه من فوق القصر وكان ذلك في 9 من ذي الحجة 60هـ .

## وصلات خارجية
- شاهد: فيلم يصور مسلم بن عقيل منذ وصوله للكوفة حتى مقتله ماخوذ من مسلسل المختار الثقفي.